# Daniel Torres González
Daniel Eduardo Torres González (San José, 14 de octubre de 1977) es un exfutbolista costarricense.

## Trayectoria
Comenzó en carrera futbolística con el Deportivo Saprissa entre los 1996-97, después de participar en A. D. Ramonense en el 1997-98, regresó al Deportivo Saprissa entre los 1998-01, logrando obtener el título de la Primera División de Costa Rica 1999. En el 2001 se unió al Columbus Crew de Estados Unidos, en el 2002 ganó el primer título del club de la US Open Cup 2002. En el 2003 se unió al Deportivo Saprissa, consiguiendo el título de la Primera División de Costa Rica tras vencer en el marcador global 3-2 a  C. S. Herediano, además de conseguir la Copa Interclubes de la Uncaf 2003 tras vencer en la final a Comunicaciones F. C. en el marcador 3-2.
En los siguientes años se unió a los clubes de: Tromsø IL de Noruega, Bodens BK de Suecia, el Real Salt Lake de Estados Unidos, el Bryne FK de Noruega y retirándose en el F. C. Dallas de Estados Unidos en el 2009.

## Selección nacional

### Categorías inferiores
Torres disputó la Copa Mundial Sub-20 de 1997 con la selección de Costa Rica Sub-20, en su primer encuentro se enfrentó ante la selección de Paraguay, Torres disputó los 90 minutos en el empate 1-1. En su segundo partido se enfrentó a la selección asiática de Japón, Torres repitió titularidad, disputando los 90 minutos en la derrota 6-2. En el tercer partido fue ante la selección ibérica de España, Torres disputó 45 minutos en la derrota 4-0, la selección de Costa Rica quedó en la cuarta posición con 1 punto en primera fase de grupos.

#### Participaciones internacionales
| Mundial                     | Sede    | Resultado      | Partidos | Goles |
| --------------------------- | ------- | -------------- | -------- | ----- |
| Copa Mundial Sub-20 de 1997 | Malasia | Fase de grupos | 3        | 0     |

### Selección absoluta
El 25 de enero de 2009 debutó con la selección de Costa Rica en la Copa Uncaf 2009 contra la selección de Guatemala, Torres disputó los 90 minutos en la victoria 3-0, siendo este partido la única participación con la tricolor.

#### Participaciones internacionales
| Competición     | Sede     | Resultado  | Partidos | Goles |
| --------------- | -------- | ---------- | -------- | ----- |
| Copa Uncaf 2009 | Honduras | Subcampeón | 1        | 0     |

## Clubes
| Club               | País           | Año       |
| ------------------ | -------------- | --------- |
| Deportivo Saprissa | Costa Rica     | 1996-1997 |
| A. D. Ramonense    | Costa Rica     | 1997-1998 |
| Deportivo Saprissa | Costa Rica     | 1998-2001 |
| Columbus Crew      | Estados Unidos | 2001-2003 |
| Deportivo Saprissa | Costa Rica     | 2003-2004 |
| Tromsø IL          | Noruega        | 2005      |
| Bodens BK          | Suecia         | 2005      |
| Real Salt Lake     | Estados Unidos | 2006-2007 |
| Bryne FK           | Noruega        | 2008      |
| F. C. Fallas       | Estados Unidos | 2009      |

## Palmarés

### Títulos nacionales
| Título                         | Club               | País           | Año  |
| ------------------------------ | ------------------ | -------------- | ---- |
| Primera División de Costa Rica | Deportivo Saprissa | Costa Rica     | 1999 |
| U. S. Open Cup                 | Columbus Crew      | Estados Unidos | 2002 |
| Primera División de Costa Rica | Deportivo Saprissa | Costa Rica     | 2004 |

### Títulos internacionales
| Título                       | Club               | Sede        | Año  |
| ---------------------------- | ------------------ | ----------- | ---- |
| Copa Interclubes de la Uncaf | Deportivo Saprissa | Los Ángeles | 2003 |